# Rupia dell'India danese
La rupia dell'India danese è stata la moneta dell'India danese. Era suddivisa in 8 fano, ognuno di 80 kas (o cash). Nel 1845 l'India danese divenne parte dell'India britannica e la rupia locale fu sostituita dalla rupia indiana.